# Verchocq
Verchocq település Franciaországban, Pas-de-Calais megyében. Lakosainak száma 643 fő (2022. január 1.). Verchocq Renty, Créquy, Coupelle-Vieille, Herly és Rumilly községekkel határos.

## Népesség
A település népessége az elmúlt években az alábbi módon változott:
| Lakosok száma | 650  | 676  | 645  | 630  | 634  | 631  | 622  | 643  |
|               | 2013 | 2015 | 2017 | 2018 | 2019 | 2020 | 2021 | 2022 |